# José María Fúster Casas
José María Fúster Casas (Pozaldez, 14 de novembre de 1923 - 16 de gener de 2000) fou un geòleg i vulcanòleg espanyol, acadèmic de la Reial Acadèmia de Ciències Exactes, Físiques i Naturals.

## Biografia
El 1950 es doctorà en geologia amb premi extraordinari a la Universitat Central de Madrid i el 1960 va obtenir la càtedra de Petrologia de la Facultat de Ciències de la Universitat Complutense de Madrid. Investigador del CSIC, en fou representant a la Comissió Nacional de Geodèsia i Geofísica, i posteriorment va dirigir l'Institut "Lucas Mallada" de Recerques Geològiques. També ha estat membre de la Reial Societat Espanyola d'Història Natural.
Els seus principals treballs se centren en el Sistema Central espanyol i en la geologia i vulcanologia de les Illes Canàries, les roques de granit de las Serra de Gredos i de Sierra de Guadarrama i en la geoquímica isotòpica per a la caracterització i datació de les roques ígnies i metamòrfiques. El 1978 fou escollit acadèmic de la Reial Acadèmia de Ciències Exactes, Físiques i Naturals, i en va prendre possessió el 1981 amb el discurs Evolución geológica del Archipiélago canario. El 1986 va participar en l'equip internacional que va estudiar l'erupció del Nevado del Ruiz a Colòmbia.

## Obres
- Aportaciones a la Petrografía de la isla de Fernando Poo (1950)
- Estudio petrográfico de la Guinea Continental Española (1951)
- Estudio petrográfico de las rocas volcánicas lamproíticas de Cabezo María (Almería) (1953)
- Transformaciones metasomáticas en los diques diabásicos y lamprófidos de la Sierra de Guadarrama (1955)
- Análisis químicos de rocas españolas publicados desde 1952 hasta 1956, Evolución magmática de la provincia de la Guelaya (Norte de Marruecos) (1975)
- Las técnicas fotogeológicas y los problemas geológicos africanos (1958)
- Vocabulario de términos petrológicos (1959)
- Nota previa sobre la geología del macizo de Betancuria, Fuerteventura, Islas Canarias (en col·laboració amb M. Aguilar, 1965)
- Significance of basic and ultramafic rock inclusions in the basalts of Canary Islands (amb A. Páez i J. Sagredo, 1967)
- Geology and Volcanology of the Canary Islands (J.M. Fúster et al., 1975).